# Heterocerus infrequens
Heterocerus infrequens är en skalbaggsart som beskrevs av Miller 1994. Heterocerus infrequens ingår i släktet Heterocerus och familjen strandgrävbaggar. Inga underarter finns listade i Catalogue of Life.